# Lissospira
Lissospira là một chi ốc biển, là động vật thân mềm chân bụng sống ở biển trong họ Skeneidae.

## Các loài
Các loài trong chi Lissospira gồm có:
- Lissospira abyssicola Bush, 1897
- Lissospira bushae (Dall, 1927)
- Lissospira chalossensis Lozouet, 1999
- Lissospira conica (Dall, 1927)
- Lissospira convexa Bush, 1897[2]
- Lissospira dalli (A. E. Verrill, 1882)
- Lissospira depressa (Dall, 1927)
- Lissospira grata Thiele, 1925
- Lissospira larva Lozouet, 1999
- Lissospira ornata (A. E. Verrill, 1884)
- Lissospira proxima Tryon, 1888
- Lissospira rarinota Bush, 1897
- Lissospira striata Bush, 1897
- Lissospira valvata (Dall, 1927)

Species brought into synonymy
- Lissospira basistriata (Jeffreys, J.G., 1877): synonym of Skenea basistriata (Jeffreys, J.G., 1877)
- Lissospira bithynoides (Jeffreys, 1883): synonym of Lissomphalia bithynoides (Monterosato, 1880)
- Lissospira bujnitzkii (Gorbunov, 1946): synonym of Leptogyra bujnitzkii (Gorbunov, 1946) (new combination)
- Lissospira ossiansarsi Warén, A., 1991: synonym of Skenea ossiansarsi Warén, 1991
- Lissospira profunda (Friele, 1879):[3] synonym of Skenea profunda (Friele, 1879)
- Lissospira turgida (Odhner, 1912):[4] synonym of Skenea turgida (Odhner, 1912)